# Robert de Montesquiou
Il conte Robert Joseph Marie Anatole De Montesquiou-Fézensac, più comunemente noto come Robert de Montesquiou (Parigi, 7 marzo 1855 – Mentone, 11 dicembre 1921), è stato un poeta, scrittore e celebre dandy francese.

## Biografia
Robert de Montesquiou, quarto e ultimo figlio del conte Thierry de Montesquiou-Fézensac, e della contessa Pauline Duroux, discendeva da un'illustre famiglia originaria della Guascogna, che conta tra i suoi antenati Blaise de Montluc e d'Artagnan. Sua cugina fu la famosa Élisabeth, contessa Greffulhe.
Nel 1885 Montesquiou incontrò Gabriel Yturri (1868-1905), di origine peruviana, che divenne suo segretario e amante. Benché omosessuale, Montesquiou fu sempre molto attento ad evitare di dare adito a scandali.
Dopo la morte di Yturri per diabete, nel 1908, Montesquiou scelse come segretario Henri Pinard, che alla sua morte nel 1921 lasciò erede dei pochi beni che gli restavano.
Montesquiou fu sostenitore dell'avanguardia artistica del suo tempo: Stéphane Mallarmé e Paul Verlaine in poesia; Claude Debussy e Gabriel Fauré in musica; Paul Helleu in pittura.

## La fortuna

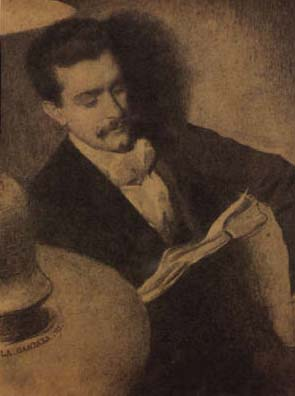
Gabriel de Yturri (1864-1905), il grande amore di Montesquiou, ritratto da Antonio de la Gandara.

Montesquiou fu violentemente denigrato in vita. Lorrain lo chiamava malvagiamente "Grotesquiou" e Pierre Louÿs gli consacrò un'atroce 
poesia ("Le comte R... de M...") . Anche la sua relazione con Yturri fu oggetto di motteggi: alla morte del suo compagno circolò questa crudele battuta: "Mort Yturri, te salue, tante" ("Morto Yturri, ti saluto, checca!"), che ha la medesima pronuncia francese di "Morituri te salutant".
Tuttavia Montesquiou ha anche suscitato ammirazioni appassionate, e fu sempre circondato da discepoli e ammiratori dell'importanza di Marcel Proust o del pianista Léon Delafosse, oltre che da amici fedeli: sua cugina, la contessa Greffulhe, la principessa Bibesco, la principessa di Léon, Judith Gautier, Gustave Moreau, James Abbott McNeill Whistler. Godeva anche della stima e dell'amicizia di Gabriele D'Annunzio, conosciuto durante il soggiorno del poeta italiano ad Arcachon.
Oltre a ciò, il fascino esercitato dal suo personaggio sui suoi contemporanei ne ha fatto il modello degli eroi di numerosi romanzi, tra i quali si ricorda il nevrotico esteta des Esseintes in À rebours (Controcorrente, 1884) di Joris Karl Huysmans, e il vanesio pederasta barone de Charlus ne Alla ricerca del tempo perduto di Marcel Proust.

## Opere

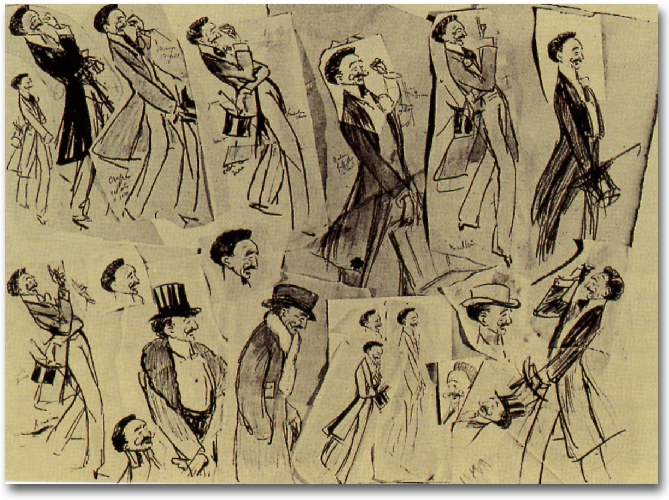
Robert de Montesquiou nel 1891, in una serie di caricature di Sem (Georges Goursat, 1863-1934).

Montesquiou ha pubblicato undici volumi di versi, due romanzi, tre volumi di memorie, e numerose opere di critica. La sua poesia, per quanto fosse da lui considerata come la parte più importante della sua opera, è generalmente giudicata oggi se non lambiccata e affettata quantomeno di qualità disomogenea. In compenso, il critico Montesquiou fu, secondo la definizione di Marcel Proust, il professore di bellezza per una generazione intera.

### Poesia
- Les Chauves-Souris, Clairs obscurs (Richard, 1892)
- Le Chef des odeurs suaves, Floréal extrait (Richard, 1893; 1894)
- Le Parcours du rêve au souvenir (Charpentier et Fasquelle, 1895)
- Les Hortensias bleus (Charpentier et Fasquelle, 1896)
- Les Perles rouges : 93 sonnets historiques (Charpentier et Fasquelle, 1899)
- Les Paons (Charpentier et Fasquelle, 1901)
- Prières de tous : Huit dizaines d'un chapelet rythmique (Maison du Livre, 1902)
- Calendrier Robert de Montesquiou pour 1903
- Calendrier Robert de Montesquiou 1904
- Passiflora (L'Abbaye, 1907)
- Les Paroles diaprées, cent dédicaces (Richard, 1910)
- Les Paroles diaprées, nouvelle série de dédicaces (Richard, 1912)
- Les Offrandes blessées : elégies guerrières (Sansot, 1915)
- Nouvelles Offrandes blessées (Maison du Livre, 1915)
- Offrande coloniale (1915)
- Sabliers et lacrymatoires : elégies guerrières et humaines (Sansot, 1917)
- Un moment du pleur éternel : offrandes innommées (Sansot, 1919)
- Les Quarante bergères : Portraits satiriques... (Librairie de France, 1925)

### Saggi
- Felicité : étude sur la poësie de Marceline Desbordes-Valmore, suivie d'un essai de classification de ses motifs d'inspiration (Lemerre, 1894)
- Roseaux pensants (Charpentier et Fasquelle, 1897)
- Apollon aux lanternes (Albert Lanier, 1898)
- Autels privilégiés (Charpentier et Fasquelle, 1898)
- Alice et Aline, une peinture de Théodore Chassériau (Charpentier et Fasquelle, 1898)
- Musée rétrospectif de la classe 90 (parfumerie (matières premières, matériel, procédés et produits): a l'Exposition universelle internationale de 1900, a Paris), (Belin Frères, 1900)
- Alfred Stevens (extrait de la Gazette des Beaux-Arts, 1900)
- Pays de aromates (Floury, 1900)
- L'Inextricable graveur : Rodolphe Bresdin (Richard, 1904)
- Professionnelles beautés (Juven, 1905)
- Altesses sérénissimes (Juven, 1907)
- Assemblée de notables (Juven, 1908)
- Saints d'Israël (Maison du livre, 1910)
- Brelan de dames : essai d'après trois femmes auteurs (Fontemoing et Cie, 1912)
- Têtes d'expression (Emile-Paul Frères, 1912)
- La Divine Comtesse: étude d'après Madame de Castiglione (Goupil et Cie, 1913) [trad. ital.: La divina contessa: studio sulla signora di Castiglione, prefazione di Gabriele D'Annunzio, a cura di Maurizio Ferrara, Firenze, Passigli, 2021]
- Paul Helleu, peintre et graveur (Floury, 1913)
- Têtes Couronnées (Sansot, 1916)
- Majeurs et mineurs (Sansot, 1917)
- Diptyque de Flandre, Triptyque de France (Sansot, 1921)
- Les Délices de Capharnaüm (Émile-Paul Frères, 1921)
- Elus et Appelés (Émile-Paul Frères, 1921)
- Le Mort remontant (Émile-Paul Frères, 1922)

### Romanzi

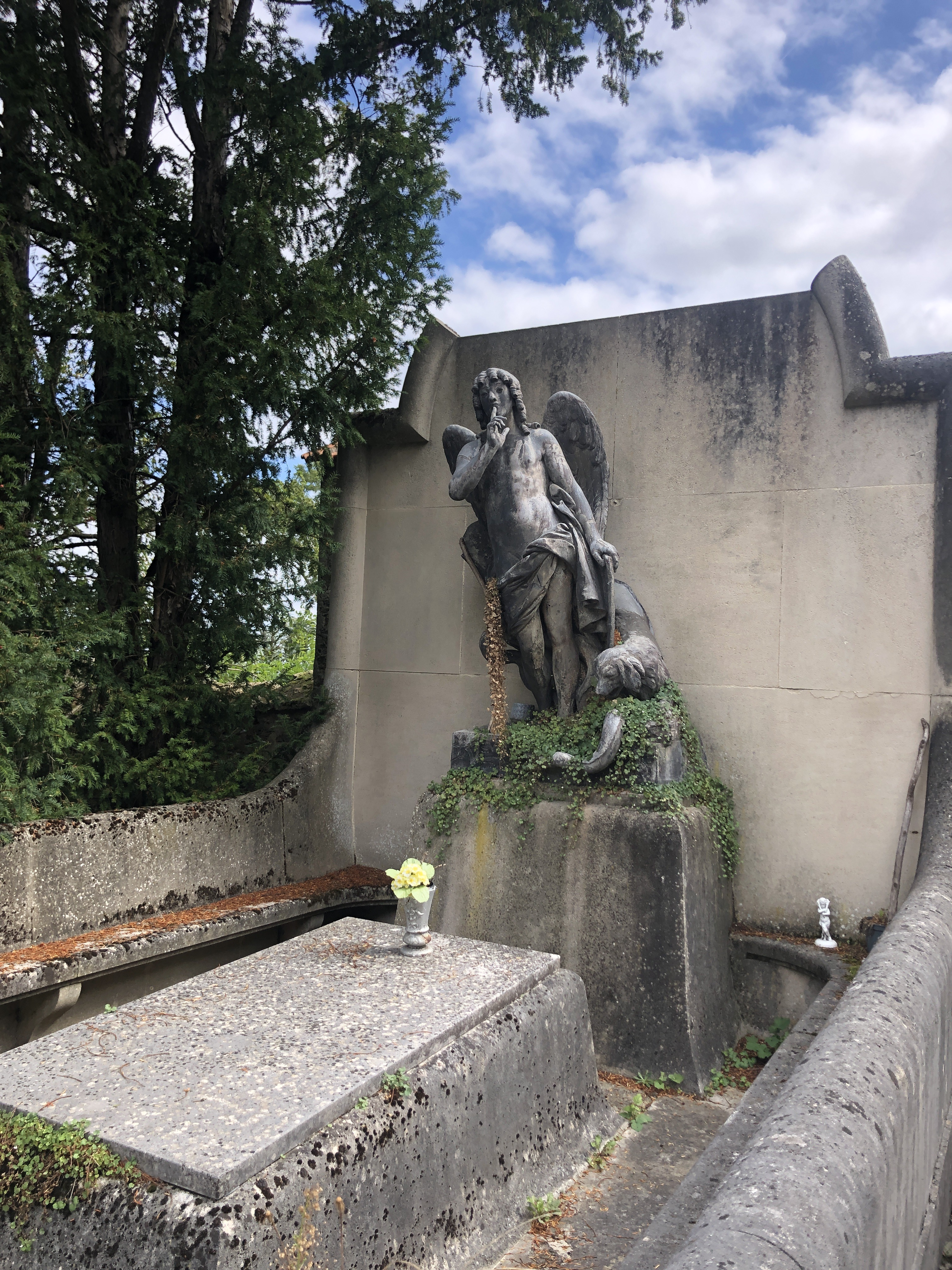
Tomba di Montesquiou.

- La petite demoiselle (Albin-Michel, 1911)
- La trépidation (Emile-Paul Frères, 1922)

### Biografie
- Le Chancelier des fleurs: douze stations d'amitié (Maison du livre, 1907)
- La Divine Comtesse : Étude d'après Madame de Castiglione (La Castiglione) (Goupil, 1913)
- L'Agonie de Paul Verlaine, 1890 -1896 (M. Escoffier, 1923)

### Teatro
- Mikhaïl, Mystère en quatre scènes, en verses (d'après Tolstói) (1901)

### Memorie
- Les Pas effacés, 3 vol. (Émile-Paul Frères, 1923)